# شهرستان مین‌قشلاق
شهرستان مین‌قشلاق (به قزاقی: Маңғыстау ауданы، ماڭعىستاۋ اۋدانى) و یا شهرستان مانغیستاو یک شهرستان در قزاقستان است که در استان مین‌قشلاق واقع شده‌است. این شهرستان ۳۳۵۹۹ نفر جمعیت دارد.